# الدوري الياباني لكرة القدم للسيدات
الدوري الياباني للسيدات (باللغة اليابانية: «L ·リ ー グ»، هو دوري الدرجة الأولى لكرة القدم النسائية في اليابان . يتكون الدوري من ثلاثة أقسام: الأقسام 1 و2 تلقب بناديشيكو  «なでしこリーグ» والقسم الثالث يسمى دوري التحدي. يتم رعاية الدوري منذ عام 2008 من قبل بلينوس «株式会社プレナス»، وهي شركة وجبات سريعة مقرها في مدينة فوكوكا، وبالتالي فقد يوصف الدوري بأنه دوري بلينوس ناديشيكو ودوري بلينوس التحدي.